# 27390 Kyledavis
27390 Kyledavis este un asteroid din centura principală de asteroizi.

## Descriere
27390 Kyledavis este un asteroid din centura principală de asteroizi. A fost descoperit pe 8 martie 2000 la Socorro, New Mexico, în cadrul proiectului LINEAR. Asteroidul prezintă o orbită caracterizată de o semiaxă mare de 2,27 ua, o excentricitate de 0,16 și o înclinație de 6,9° în raport cu ecliptica.